# 青島三郎
青島 三郎（あおしま さぶろう、1937年-2001年）は、日本の油彩画家。青島左門は息子。

## 略歴
- 1937年、静岡県浜松市に生まれる
- 1956年、静岡県立浜松北高等学校卒業
- 1960年、静岡大学卒業
- 1979年、各展覧会に出品を始める
- 2001年、永眠（64歳）

## 個展（海外）
- 1989年、フィンランド ヘルシンキ ギャラリーPELIN個展
- 1989年、フィンランド FORSSA アートエクスポ4人展（デンマーク、アイスランド、韓国の作家達と）
- 1990年、フィンランド VIITA SAARI 国際芸術祭へ出品、同時にパフォーマンスを行う
- 1990年、フィンランド TURK PETTING PALACE にて国際美術展
- 1991年、スウェーデン ルンド ギャラリーODEHORN個展
- 1992年、フィンランド ヘルシンキ GALERIE NOVO 個展。フィンランド ヘルシンキ　GALERIE　NOVO 国際美術展エロチカ。フィンランド ヘルシンキ GALERIE NOVO 国際芸術展アニマリア。フィンランド VIITA SAARI 国際芸術祭年。フィンランド ヘルシンキ中央駅(※)にて個展。ポーランドZAKOPAN ギャラリーWLADYSKAWA HASIOR美術館にて個展。
- 1993年、フィンランドLAHTI PIHA GALERIEにて個展。フィンランド新設美術館MATINPALOにて個展。フィンランドVIITA SAARI 国際芸術祭。ラップランドGALERIE　ASKAにて個展。
- 1994年、セルビア ベオグラードにてAU国際展
- 1995年、フィンランドJ MS Nにて個展。フィンランドJ MS NKOSKIにて個展。フィンランドOULU公立美術館主催による個展（1997年まで二年間にわたり各地を巡回）。フィンランド ヘルシンキ絵画芸術アカデミーにて4日間客員として講義。北部フィンランド巡回展　18人の作家のグループ（1997年まで2年間にわたり国内を巡回）。

2001年、フィンランドGALERIE　NOVO、VIITASAARIのARTPORTにて遺作展。
※フィンランド ヘルシンキ中央駅 

## 個展（国内）
- 1980年、東京銀座　ブロードウェイ画廊
- 1984年、浜松　ぐみの舎
- 1985年、東京銀座　美術ジャーナル画廊。浜松　ぐみの舎
- 1986年、東京銀座　三真堂画廊。浜松中村画廊
- 1987年、浜松　ぐみの舎
- 1989年、浜松　ヤマハギャラリー
- 1991年、藤枝　アートカゲヤマ
- 1992年、ヤマハギャラリー。浜松アート孝輝3人展（斉藤吾朗、平野遼と）
- 1993年、岡崎　ギャラリープリズムにてJUHANI TAKALO-ESKOLAと2人展（2月・6月）。神戸ゴーフルアルディア北野　現代芸術国際AU選抜展
- 1994年、現代芸術国際AU展出展（東京都美術館）。浜松ヤマハギャラリー。藤枝アートカゲヤマ。浜松ギャラリーウエスト　コレクション展。岡崎ギャラリープリズム
- 1995年、浜松ヤマハギャラリー。岡崎ギャラリープリズム。神戸GALLERYサーカスサーカスにてグループ展。大阪さをりひろばGALLERY
- 1996年、岡崎ギャラリープリズム　浜松ギャラリーウエスト。藤枝アートカゲヤマ。浜松ギャラリーラメール開廊記念展。神戸GALLERYサーカスサーカス。浜松ヤマハギャラリー。
- 1998年、クリエート浜松。
- 2002年、東京上野ギャラリーJ2にて遺作展。
- 2004年、クリエート浜松にて遺作展。

## 主な出品
- 独立展 1982～1989年 8回
- 東京セントラル油絵大賞展（第一回）
- 中日展（1979,1983,1984年）
- 常葉現代美術展（1984～1988年）
- 冨嶽文化賞展（1985.1987.1989年）
- 浜松私のイメージ展（1985.1988年）
- 日佛現代美術展（1981年）　PARIS FRANCE
- 県内美術の現況展（1988年）
- 松坂屋秀作展（1989年）
- 二紀展（1979年）
- 東光会展（1981年）
- 静岡の美展（1989年）
- ブロードウェイ新人展（1978.1979年）　他

## 主な受賞
- 常葉現代美術展 木宮賞
- ブロードウェイ 新人賞
- 関西独立展 奨励賞
- 東光会展 マツダ賞

## コレクション（収蔵）
- 常葉美術館横壁画に選ばれる　1995年
- 静岡県立美術館
- 常葉美術館
- 掛川市　天竜厚生会　さやの家　10点
- 静岡県西部運転免許センター
- MATINPALO ART MUSEUM（FINLAND）
- HONDA OF AMERICA
- HONDA FRANCE INDUSTRIES：HFI
- ART CENTRE ARTPORT（FINLAND）
- HONDA　HAMAMATSU　FACTORY
- （株）ユタカ技研
- ハママツホトニクス（株）
- 浜北プラザホテル
- （株）キャムテック
- 浜松海の星幼稚園
- 法林寺（浜松）
- 浜松市立西部中学校
- 奈良市カササギ庵　現代美術展示場（襖絵）、　他